# Nagyfejedelem
A nagyfejedelem a történelem során a felkent királyi rangot el nem érő uralkodó rangja volt, aki valamilyen értelemben kiemelkedett más fejedelmek közül.

## A magyar nagyfejedelem
Bíborbanszületett Konstantin a magyarok legfőbb uralkodójára a nagyfejedelem (görögül megasz arkhón) megnevezést használja, és megadja a másik két kisebb fejedelem, a gyula (görögögül gilasz) és a harka (görögül karhasz) nevét is.
Kérdés, mi a köze a kende méltóságnévhez, amit a honfoglalást megelőző időszakkal kapcsolatban arab forrásokból – Dzsajháni, ibn Ruszta, Gardézi – ismerünk, mint a magyarok szakrális főfejedelmét az akkori kettős fejedelemség rendszerében, amit a kazárok szakrális kettős királyságához nagyon hasonló rendszernek írnak le ezek a források.
Vita folyik arról, viselte-e valaki a szakrális kende méltóságát a honfoglalás idején, vagy az Levedi fejedelemségének megszűntével véget ért. Bíborbanszületett Konstantin mindenesetre nem említi a kende méltóságot, miközben a gyulát és a harkát ismeri. Az a tény is ellentmond akár Árpád, akár Kurszán szakrális fejedelemségének, hogy mindketten vezettek hadat.

## Az orosz nagyfejedelem
A Kijevi Rusz idején Rurik varég dinasztiájának tagja eleinte a fejedelem (oroszul knyáz) méltóságot viselték. I. Szvjatoszláv volt az első, aki felosztotta a birodalmat fiai között, I. Jaropolk Kijevben uralkodott, testvére pedig a drevljánok felett. Jaropolkot kezdték emiatt először nagyfejedelemként (oroszul velikij knyáz) emlegetni.